# Olav Anton Thommessen

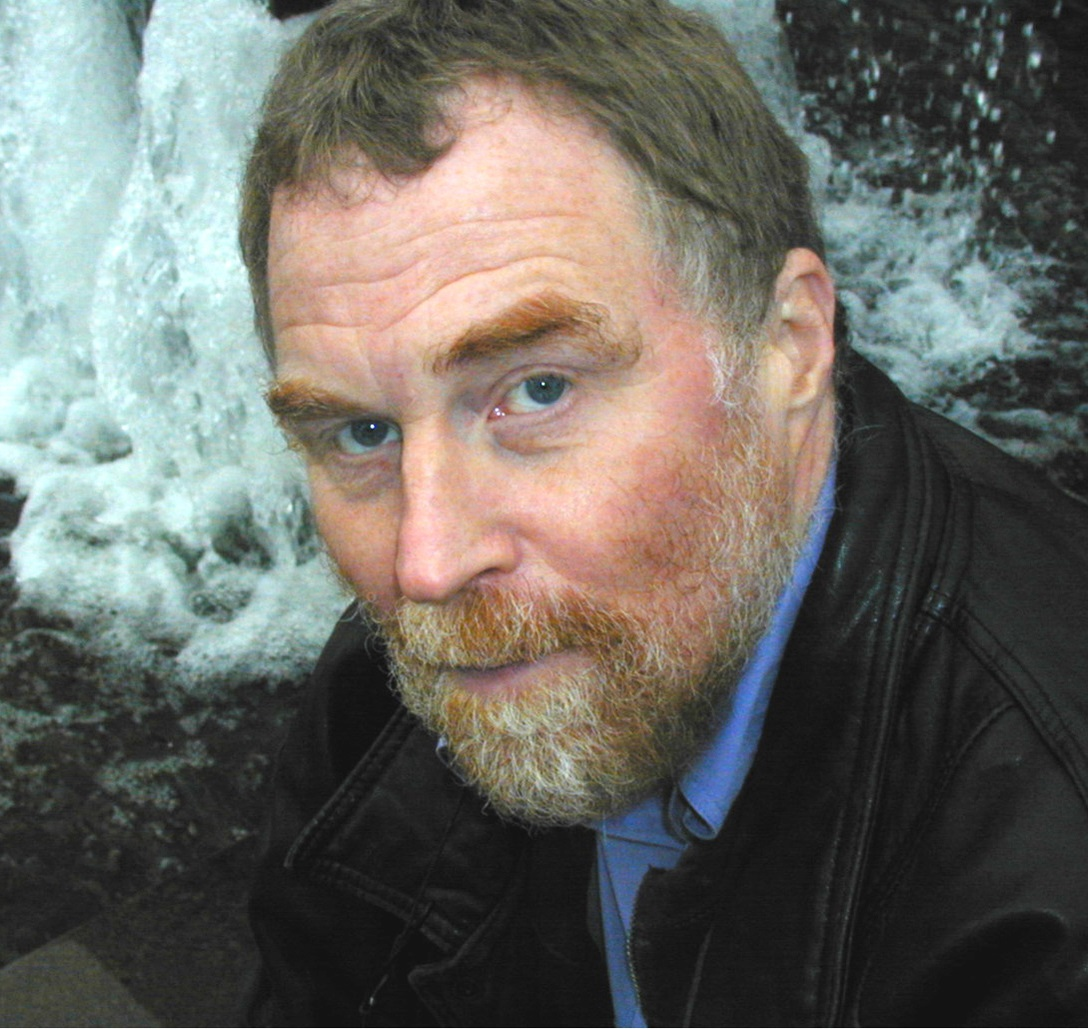
Olav Anton Thommessen

Olav Anton Thommessen (Oslo, 16 mei 1946) is een Noors componist, muziekpedagoog en functionaris op allerlei muziekgebied.

## Levensloop
Thommessen is geboren in een diplomatenfamilie. Zijn eerste opleiding kreeg hij in Noorwegen zelf, maar in 1964 vertrok hij naar de Verenigde Staten om lessen te nemen aan het Westminster Choir College in Princeton, gevolgd door een opleiding aan Indiana University (1965-1969). In Indiana kreeg hij les van Bernard Heider en Iannis Xenakis. Hier behaalde hij zijn Bachelor of Music in 1969. Daarna volgden nog studies aan de Frédéric Chopin Muziekacademie, (Pools: Akademia Muzyczna im. Fryderyka Chopina in Warschau bij Piotr Perkowski(1970). Vervolgens studeerde hij in Utrecht (Instituut voor Sonologie) bij Werner Kaegi en Otto Laske (1971/72).
Sinds 1972 doceert hij compositie aan de Noorse Staats-Academie voor Muziek en werd aldaar later professor. In 1980 startte hij met cursussen in auditieve analyse (sonology) aan deze Academie. Hij doceert eveneens Operageschiedenis aan het Nationale College voor operakunsten
Thommessen bekleedde en bekleedt diverse functies binnen de Noorse Kultuurraad; hij is/was bestuurslid bij Ny Musikk (de Noorse tak van ISCM); de Noorse Vereniging van Componisten en het Noors Muziek Informatie Centrum). Hij heeft ongeveer 100 composities op zijn naam staan.

## Composities (selectie)

### Werken voor orkest
- 1970 Some Sound
- 1971 Flest, voor schoolorkest, op. 10
- 1971 Et konsert-kammer for stemme og 11 instrumentalister, voor sopraan, dwarsfluit/piccolo, hobo, klarinet, fagot, altsaxofoon, trompet, tuba, slagwerk, viool, cello en contrabas
- 1976 Vadstena Overtyre - Cirkusmusikk for Kammerorkester (Overtura Trivialis), voor kamerorkest
- 1977 Barbaresk, voor orkest, op. 15 B
- 1980 Makro-fantasi over Griegs piano concert in a-klein, voor piano en orkest
- 1981 2 størrelser, voor strijkorkest
- 1981  Hinsides neon, voor hoorn en orkest, op. 41
- 1982-1983 Gjennom Prisme, een dubbelconcert voor cello-sectie, cello solo, orgel en orkest
- 1986 Fra oven concert voor synthesizer en orkest
- 1986 L'éclat approchant, voor synthesizer solo, piano, klavecimbel en orkest
- 1986 Trusselen mot lyset, treurmars voor orkest
- 1988 The Great Attractor, Cadenza Accompagnata voor viool en orkest zonder violen
- 1988 The second creation - An orchestral drama for trumpets, voor trompet, 4 harpen, 2 orgels en orkest
- 1991 To instrumentale madrigaler for sinfonietta, voor kamermuziek
- 1993 Det uventede : Åpningsmusikk for NRK-P2 (Openingsmuziek voor het klassieke radioprogramma van de Noorse omroep), voor orkest
- 1993-1994 Ved Komethodet, orkestdrama voor solo altviool, alt, vrouwenkoor en orkest
- 1994 Cassation I for Symfonietta, voor orkest
- 1994-2002 ...the Eighth Author, symfonisch gedicht in 3 delen
  1. The Avalance
  2. Fills the Room
  3. The Glossary g on Old Love
- 1996 Cassandra - A Concert Drama, voor actrice met orkest - tekst: John Barton "Oresteia"
- 1996-2000 Cassandra II - An Orchestral Concert-Drama, voor actrice, gemengd koor (SSAATTBarB), mandoline solo, twee cello's solo en groot orkest - tekst: John Barton en Christa Wolf
- 1998 rev.2001 BULL's eye - En symfonisk innpakning for Ole Bull, Concerto Opera 1ma voor viool solo en dubbel-orkest - première: 29 oktober 1998, Stavanger, Peter Herresthal (viool), Stavanger Symfoniorkester (rev. versie: 17 januari 2002, Bergen (Noorwegen), Bergen Filharmoniske orkester
- 1999 Gjennom lupen : Igjennom - om igjen - gjennom tenkt, voor cello solo en kamerorkest
- 2001 FrArne, ter gelegenheid van de 70e verjaardag van Arne Nordheim voor orkest
- 2002 Corellimaskin, voor strijkkwartet en strijkorkest
- 2002 Vevet av lengsel, een symfonische scène voor dwarsfluit, harp en strijkorkest
- 2003-2004 Langsomhet - Ensomhet - Et landskap, concert voor piano, zangstemmen en instrumenten
- 2004 For Ludwig og Louis, voor viool solo, altviool solo en strijkorkest
- 2009 Smykke eller saga - pianoconcert nr. 3, voor piano en orkest
- Det kan komme noen, muziek voor de film van Per Bronken over een novelle van Roy Jacobsen
- Det passer - Størrelse, voor viool solo en strijkorkest

### Werken voor harmonieorkest en brassband
- 1974 Stabsarabesk, voor harmonieorkest en orgel
- 1987 Sånn ja!, voor 2 piccolotrompetten, 2 trompetten, 4 trombones, 4 hoorns, tuba en slagwerk (ter eerststeenlegging van de Norges Musikkhøgskole te Oslo op 29 april 1987)
- 1990 Musikk for en futuristfilm, voor harmonieorkest en orgel
- 1990 The Phantom of Light, een miniatuur concert voor cello en twee blazerskwintetten
- 1998 Lass O! Deine Tränen, voor dubbel-blazerskwintet en contrabas - première: 1 oktober 1998, Amsterdam door het Nederlands Blazers Ensemble
- 1998 Musikk for Vandaler, gebaseerd op "Lachrimea Coactae" uit "Lachrimae" (1604) van John Dowland voor 14 blazers (2 dwarsfluiten/piccolo/altfluit, 2 hobo's, althobo, 2 klarinetten, basklarinet, 2 fagotten, saxofoon, 3 hoorns) en contrabas - première: 1 oktober 1998, Amsterdam door het Nederlands Blazers Ensemble
- 2006 Bengali Fire - Fireworks for band
- Arabesk, voor brassband

### Oratoria, cantates en gewijde muziek
- 1977 Stabat mater speciosa, voor gemengd koor (SSAATTBB)
- 1979 Sangerlavet, een feest-cantate voor solisten, gemengd koor en harmonieorkest
- 1979-1980 Fra et glassperlespill : En opplevelsesdrill for publikum som pedagogisk oratorium... en kommentar, oratorium voor gemengd koor (SSSAAATTBB), orgel, harp en orkest
- 1984 Læren om Maria Magdalenas åpenbaring, voor alt solo, vrouwenkoor (SSSSAAAA), slagwerk en piano
- 1984 The Ears of the Mind - Sjelen, lyttende, een Gnostische cantate voor sopraan, spreker, 2 cello's, contrabas, orgel en 2 slagwerkers
- 1999 Karneval i Oslo, Opera-cantate naar "Carneval in Paris" van Johan Svendsen voor twee sopranen, alt, tenor, bariton en orkest
- 2006 Jubileumskantate i anledning Kong Haakon og Dronning Mauds kroning, voor 2 gemengde koren, sopraan, 3 jongen en meisjes sopranen, orkest, lure, slagwerk en orgel - libretto: Bijbel; Psalm 150
- 2006 Mellom-aktsmusikk for jubileumskonserten i anledning Kong Håkons og Dronning Mauds kroning i Nidarosdomen, voor 3 knappen-sopranen, 3 trompetten, lure, 2 slagwerkers, 2 orgels en 2 cello's

### Muziektheater

#### Opera's
| Voltooid in | titel                                                            | aktes             | première                               | libretto                        |
| ----------- | ---------------------------------------------------------------- | ----------------- | -------------------------------------- | ------------------------------- |
| 1970/1980   | Hermaphroditen, balletopera                                      | 2 aktes           | 23 april 1985, Stockholm               |                                 |
| 1976        | Det Hemmelige Evangeliet, opera-ballet                           |                   | 24 mei 1976, Bergen, Bergen Festival   | Ur-Kristne Gnostiske Evangelier |
| 1978        | En plakatopera for musikk                                        |                   |                                        |                                 |
| 1979-1982   | Et glassperlespill : Neo-roccoco Borgerromantikk                 |                   | 4 juni 2005, Bergen, Bergen Festival   |                                 |
| 1979-1982   | Melologer og monodramaer : Holdninger, kammeropera               |                   |                                        |                                 |
| 1987        | Hertuginnen dør (De gravin overlijdt)                            | proloog en 1 akte | 15 maart 1988, Oslo, Det Norsk Teater  | Per Bronken                     |
| 2001        | G + OAT= Et opera-kammer - Et liederportrett som "dogme"-cabaret |                   | 8 oktober 2001, Oslo, Ultimafestivalen |                                 |

#### Musical
| Voltooid in | Titel                                        | Uitvoeringen | Première | Libretto | Verdere liedteksten | Choreografie |
| ----------- | -------------------------------------------- | ------------ | -------- | -------- | ------------------- | ------------ |
| 1985        | Gnostic Fragments - A Musical Reconstruction |              |          |          |                     |              |

#### Toneelmuziek
- 1978 Blasfemi - En teater-sang for Brecht-ensemblet, voor gemengd koor, dwarsfluit, altklarinet, basklarinet, altsaxofoon, trompet, trombone, piano, slagwerk en contrabas
- 1980 Bleikeplassen, Muziek voor een toneelstuk van Tarjei Vesaas voor 2 dwarsfluiten, fagot, slagwerk en cello
- 1983 King Lear, muziek voor A. Brinckmanns toneelstuk
- 1987 Scenemusikk til "Keisar og Gallilear", voor solisten (SSAATTBB), gemengd koor en synthesizer
- 1989 Musikk til Henrik Ibsens "Kongsemnerne", voor twee slagwerkers
- 1991 Edda-Da - Monodrama, voor acteur en piano
- 1996 Kassandra - Eit konsertdrama, voor acteurs en orkest

### Werken voor koren
- 1971 Litt lyd, voor solistenkoor (SSAATTBB) en orkest
- 1992 To kultiske hymner til tekster av Henrik Ibsen, voor vijfstemmig gemengd koor (SATBarB)
- 2008 Motett over Wergeland, voor gemengd koor - tekst: Henrik Wergeland

### Vocale werken
- 1972-1973 Opp-Ned, 2 zangstemmen, elektrische gitaar en orkest
- 1973 Gjensidig, voor 2 zangstemmen, 2 dwarsfluiten, 2 klarinetten en slagwerk
- 1977 Barnemat, voor 2 kinder-zangstemmen (SS), kinderkoor, dwarsfluit, 3 blokfluiten (SAT), hoorn, gitaar, piano, pauken, xylofoon, slagwerk, klokkenspel en strijkers
- 1977 Overtonen: Et lyrisk stemningsbilde, voor sopraan en piano - tekst: D.H. Lawrence
- 1977 Overtonen: Et lyrisk stemningsbilde, voor sopraan, bariton, dwarsfluit/piccolo/altfluit, klarinet/basklarinet, viool/altviool, cello, gitaar, piano/elektrische orgel en slagwerk - tekst: D.H. Lawrence
- 1977 Overtonen - Et lyrisk stemningsbilde, versie B voor sopraan, dwarsfluit/piccolo/altfluit, klarinet/basklarinet, viool/altviool, cello, gitaar, piano/elektrische orgel en slagwerk - tekst: D.H. Lawrence
- 1980-1984 Ekko av et ekko uit de opera "Hermafroditen", scène VII, voor mezzosopraan, tenor, dwarsfluit, piano en slagwerk
- 1982-1987 Gratias Agimus, voor coloratursopraan en piano
- 1984 Overtonen uit de opera "Hermafroditen" scène IX - Et lyriske stemningsbilde, voor sopraan, bariton, 2 acteurs, dwarsfluit, klarinet, viool, cello, piano en slagwerk
- 1986 Sumida-elva: Musikk til Juro Motomasa's Noh Drama, voor solisten, gemengd koor, dwarsfluit, slagwerk, harp en synthesizer
- 1991 Evig eies kun Jon!, voor sopraan, klarinet, slagwerk en piano
- 1991 Vævet af Stængler, een symfonisch zangstuk voor sopraan en strijkorkest - tekst: Sigbjørn Obstfelder

### Kamermuziek
- 1966 Sonata, voor viool en piano
- 1967 Duo-Sonata, voor cello en piano
- 1969 Strijkkwartet nr. 1
- 1970 Strijkkwartet nr. 2
- 1973 Mutually
- 1975 Kroppsholdninger, voor zes klarinetten
- 1975 Vårnatt Variasjoner, voor kamerensemble (hobo, 2 althobo's, altklarinet, 2 basklarinetten, 2 altviolen, 2 cello's en piano
- 1976 To stykker for tre-blåsere, voor dwarsfluit, hobo/althobo, basklarinet, fagot/contrafagot
- 1976/1990 S-15, voor gitaar en slagwerk, op. 22
- 1977 Nok en til, voor blazerskwintet
- 1977 Tre miniaTEKSturer, voor piccolo en slagwerk
- 1979 DiscoInfoFanfare, voor dwarsfluit en hoorn
- 1981-1993 Please Accept My Airs, voor cello en piano
- 1982 Forberedende øvelser for "Hinsides neon", voor vier hoorns
- 1982 Scherzofonia / Scherzofrenia, voor viool, cello en piano, op. 43
- 1982-1988 Gratias Agimus : En sang for fred, voor trompet en piano
- 1982/1993 Schitzophonia, trio voor klarinet, cello en piano
- 1985 Kongen kom - 1985, een feestelijke fanfare voor hobo, piccolo-trompet, 2 trompetten, 4 hoorns, 3 trombones, tuba en 3 slagwerkers
- 1985 MiniaTEKStur, voor tuba en slagwerk
- 1985 Rhapsodia Improvisata, voor twee cello's
- 1985 The Emerald Tablet, voor twee piano's en twee slagwerkers
- 1986 AOI : Musikk til Yukio Mishimas Moderne Noh Drama, voor dwarsfluit, slagwerk, harp en synthesizer
- 1988 Madame de Sade : Et Noh Spill, voor dwarsfluit, cello, slagwerk en synthesizer - tekst: Yukio Mishima
- 1991 Rappaccinis Datter, voor altviool, orgel en slagwerk - tekst: Ottavio Paz
- 1994 Dyster sang, voor saxofoon en piano
- 1995 Japonoise, voor dwarsfluit en harp
- 1995 Tåreskyer, voor hoorn en zes slagwerkers
- 1997 Musikk til besettelse, een novelle-film van Per Bronken naar een verhaal van Artur Omre voor klarinet, 2 violen, altviool, cello en piano
- 1999 Embryo : Music for Bats, een strijktrio in Embryo, Nr. 2 voor viool, altviool en cello
- 1999 Sarabanda Smorzata, voor viool en cello
- 2000-2003 BULL'shit, zes meditaties in de stijl van Ole Bornmann Bull voor viool solo
- 2005 Borodins lov, voor strijkkwartet
- 2007 En akademisk fanfare, voor 4 trompetten
- 2009 Felix Relics Re-mix, gebaseerd op talrijke scherzo's van Felix Mendelsohn Bartholdy voor 3 piccolo's, 10 dwarsfluiten, 7 altfluiten, 3 basfluiten, 2 contrabasfluiten
- A Lyrical Duet, voor viool en contrabas
- Fanfare for n'Ivar, een fanfare voor Ivar Aasens 100-jarig sterfdag, voor 4 trombones

### Werken voor orgel
- 1983/1990 Etude Cadenza
- 1986 Tibil, voor orgel en synthesizer

### Werken voor piano
- 1980/1985 Toccare : ... en avspist Toccata, voor twee piano's
- 1981 Norwegian Pianorama - 25 nieuwe pianostukken
- 1984 EingeBACHt : InnBACHt, parafrase over Toccata in G-groot, eerste deel, voor piano
- 1986 Etude Cadenza
- 1992 The Words of the High One, voor spreker en piano - gebaseerd op Hávamál
- 1993 sE Det VAR Det, parafrase over Edvard Griegs balladethema
- 2001 Scherzino
- Overtonen : En sang uten ord

### Werken voor accordeon
- 1981 A Chord? D'accord!, A Rheumatic Funk voor 3 accordeons en slagwerk
- 1989 Bellow-canto, voor twee accordeons

### Werken voor balalaika
- 2006 I Anna Kareninas tog-spor

### Werken voor slagwerk
- 1969 Square Game, voor vier slagwerkers
- 1973 Kvadratspill, voor vier slagwerkers
- 1974 Maldoror : Kvadratspill 2, voor 2 sprekers en 4 slagwerkers - tekst: Isidore Ducasse de Comte de Lautrémont